# Troels Kløve
Troels Kløve Hallstrøm (23 ottobre 1990) è un calciatore danese, centrocampista del SønderjyskE in prestito dall'Odense.

## Carriera
Ha giocato nella prima divisione danese.

## Palmarès

### Club

#### Competizioni nazionali
- 1. Division: 1

SønderjyskE: 2023-2024